# قعوضة (حورة)
'

تعديل مصدري - تعديل

قعوضة هي إحدى قرى عزلة حوره بمديرية حورة التابعة لمحافظة حضرموت، بلغ تعداد سكانها 1632 نسمة حسب تعداد اليمن لعام 2004.